# Sabethes amazonicus
Sabethes amazonicus är en tvåvingeart som beskrevs av Gordon och Evans 1922. Sabethes amazonicus ingår i släktet Sabethes och familjen stickmyggor. Inga underarter finns listade i Catalogue of Life.